# Волчек, Николай Акимович
Николай Акимович Во́лчек (1907 — 2 марта 1968) — советский конструктор станков, изобретатель.

## Биография
Николай Волчек родился в 1907 году в крестьянской семье. Он окончил Гомельский рабочий факультет Белорусского государственного механико-машиностроительного института (с 08.1935 - Минского политехнического института) (1935).
В 1943 году он работал в Бюро агрегатных станков Экспериментального НИИ металлорежущих станков (ЭНИМС). Метод обработки тяжелых частей танка, который предложили Волчек, Ю. Б. Эрпшер, А. Л. Купцов и др., сократил втрое число рабочих, занятых на этих операциях, и в 1,5 раза увеличил пропускную способность цеха
Далее Волчек работал в станкостроении в следующих должностях:
- 1947 год — инженер Центрального конструкторского бюро агрегатных станков ЭНИМС;
- 1949 год — заместитель главного конструктора СКБ-1;
- 1957 год — главный конструктор СКБ Министерства станкоинструментальной промышленности СССР.

Одним из результатов деятельности Волчека стало сокращение производственного цикла изготовления подшипников в 8 раз и рост производительности труда в 2,5 раза

## Награды
- Орден Знак Почёта (1943)[5]
- Ленинская премия (1957) — за создание комплексного автоматического цеха по производству массовых подшипников на Первом ГПЗ имени Л. М. Кагановича[6]
- Сталинская премия первой степени (1943) — за создание новых высокопроизводительных станков для военной промышленности
- Сталинская премия второй степени (1947) — за создание высокопроизводительной автоматической линии станков для обработки головок мотора для трактора «СТЗ-НАТИ» и блоков мотора малолитражных автомобилей